# 永惠翁主
永惠翁主（1858年—1872年），朝鮮哲宗的庶四女，由淑儀范氏所生。
朝鮮高宗三年，九歲（虛歲）的翁主時先被封為永淑翁主，後改為永惠翁主，她的生母後宮范氏同時被封為淑儀。哲宗共有5子6女，只有永惠翁主長大成人，她於高宗九年（1872年）二月與朝鮮著名的開化派錦陵尉泳孝成婚，但於5個月後的七月四日便因病過世。